# Роскомън
Вижте пояснителната страница за други значения на Роскомън.
Роскомън (на английски: Roscommon; на ирландски: Ros Comáin) е град в централната северна част на Ирландия. Намира се в графство Роскомън на провинция Конахт. Главен административен център е на графство Роскомън. Основан е през 1253 г. Има жп гара, която е открита на 13 февруари 1860 г. Шосеен транспортен възел. На 9 km източно от Роскомън е езерото Лох Рий. Населението му е 5017 жители от преброяването през 2006 г. 